# Celebrate the Nun
Celebrate the Nun – niemiecka formacja synthpopowa, założona w 1987 roku przez H.P Baxxtera, Ricka J. Jordana,
Britte Maxima i Slin Tompsona. Pierwszy singel "Ordinary Town" został wydany przez EMI (Niemcy) i udało mu się wejść na listę przebojów. Następny singel "Will You Be There" odniósł nieco większy sukces i uklasyfikował się na czwartym miejscu w USA Billboard-Club-Charts. W USA sprzedano ponad 30.000 płyt. W 1989 wydali swoją pierwszą płytę "Meanwhile" (Niemcy, USA, Kanada). W 1990 Slin opuścił zespół, aby kontynuować inne projekty. H.P, Rick i Britt nagrali drugi album "Continuous". Zespół nie odniósł znaczącego sukcesu i został rozwiązany. Jednak w 1993 H.P i Rick razem z Ferrisem Buellerem utworzyli nowy zespół – Scooter.

## Dyskografia

### Albumy
- 1989
  - Meanwhile
- 1991
  - Continuous

### Single
- 1989
  - Ordinary Town (12")
  - Will You Be There (12") i (7")
- 1990
  - She's A Secretary
- 1991
  - Patience
  - You Make Me Wonder (12") i (7")